# Ryoma Kimata
Ryoma Kimata (en japonés: 木俣椋真, Kimata Ryoma; 24 de julio de 2002) es un deportista japonés que compite en snowboard, especialista en las pruebas de big air y slopestyle. Ganó dos medallas en el Campeonato Mundial de Snowboard, en los años 2023 y 2025.

## Medallero internacional
| Campeonato Mundial | Campeonato Mundial  | Campeonato Mundial | Campeonato Mundial |
| Año                | Lugar               | Medalla            | Prueba             |
| ------------------ | ------------------- | ------------------ | ------------------ |
| 2023               | Bakuriani (Georgia) | Medalla de plata   | Slopestyle         |
| 2025               | Engadina (Suiza)    | Medalla de oro     | Big air            |